# Rheobatrachus vitellinus
Espèce
Statut de conservation UICN

 EX  : Éteint
Statut CITES
Rheobatrachus vitellinus, la Grenouille à incubation gastrique, est une espèce éteinte d'amphibiens de la famille des Myobatrachidae.
L'équipe de Michael Archer de l'Université de Nouvelle-Galles du Sud a annoncé en mars 2013 que du matériel génétique de cette espèce a été cloné sur des ovules de Mixophyes fasciolatus, une espèce proche. Un embryon de Rheobatrachus vitellinus s'est développé sans arriver à terme.

## Répartition et habitat

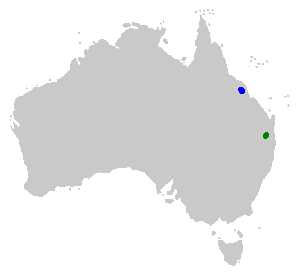
Carte de distribution de Rheobatrachus vitellinus (tache bleue).

Cette espèce était endémique de l'est du Queensland. Elle se rencontrait entre 400  et   1 000 m d'altitude dans les forêts pluviales du parc national d'Eungella. Son aire de répartition couvrait moins de 500 km2. C'était une espèce aquatique qui vivait uniquement dans la partie superficielle des cours d'eau rapide. Considérée comme éteinte en 2001, elle n'avait pas été revue depuis 1985 dans son aire d'origine.

## Description
Décrite en 1984 par Mahony, Tyler et Davies, cette grenouille, comme son nom l'indique, avait pour particularité d'avaler ses œufs qui se développaient alors dans son estomac. La fonction digestive était alors suspendue jusqu'à la naissance des têtards.

## Publication originale
- Mahony, Tyler & Davies, 1984 : A new species of the genus Rheobatrachus (Anura: Leptodactylidae) from Queensland. Transactions of the Royal Society of South Australia, vol. 108, p. 155-162 (texte intégral).